# Repêchage d'entrée dans la LNH 1989
1988 1990
Le repêchage d'entrée dans la Ligue nationale de hockey 1989 a eu lieu au Metropolitan Sports Center à Bloomington dans le Minnesota.
Quelque temps après le repêchage classique, un autre repêchage supplémentaire eut lieu afin de permettre aux franchises de la LNH de choisir des jeunes joueurs de hockey qui ne pouvaient pas participer au repêchage classique.

## Sélections par tour[1],[2],[3]
Les sigles suivants seront utilisés dans les tableaux pour parler des ligues mineures:
- OHL : Ligue de hockey de l'Ontario.
- LHJMQ : Ligue de hockey junior majeur du Québec.
- NCAA : National Collegiate Athletic Association
- WHL : Ligue de hockey de l'ouest
- WHA : Association mondiale de hockey
- 1. liga : Championnat de Tchécoslovaquie de hockey sur glace
- SM-liiga : Championnat de Finlande de hockey sur glace
- Elitserien :Championnat de Suède de hockey sur glace
- Superliga : Championnat de Russie de hockey sur glace
- DEL : Deutsche Eishockey-Liga, championnat d'Allemagne de hockey sur glace

### 1ertour
| Rang | Joueur           | Nationalité          | Équipe LNH               | Repêché de                           |
| ---- | ---------------- | -------------------- | ------------------------ | ------------------------------------ |
| 1    | Mats Sundin      | Suède                | Nordiques de Québec      | Nacka (Allsvenskan)                  |
| 2    | Dave Chyzowski   | Canada               | Islanders de New York    | Blazers de Kamloops (LHOu)           |
| 3    | Scott Thornton   | Canada               | Maple Leafs de Toronto   | Bulls de Belleville (LHO)            |
| 4    | Stu Barnes       | Canada               | Jets de Winnipeg         | Americans de Tri-City (LHOu)         |
| 5    | Bill Guerin      | États-Unis           | Devils du New Jersey     | Olympiques de Springfield (NEJHL)    |
| 6    | Adam Bennett     | Canada               | Blackhawks de Chicago    | Wolves de Sudbury (LHO)              |
| 7    | Doug Zmolek      | États-Unis           | North Stars du Minnesota | Marshall de Rochester H.S.(Minn.)    |
| 8    | Jason Herter     | Canada               | Canucks de Vancouver     | Fighting Sioux de Nord Dakota (WCHA) |
| 9    | Jason Marshall   | Canada               | Blues de Saint-Louis     | Vernon (BCJHL)                       |
| 10   | Bobby Holik      | Tchécoslovaquie      | Whalers de Hartford      | HC Dukla Jihlava (1. liga)           |
| 11   | Mike Sillinger   | Canada               | Red Wings de Détroit     | Pats de Regina (LHOu)                |
| 12   | Rob Pearson      | Canada               | Maple Leafs de Toronto   | Bulls de Belleville (LHO)            |
| 13   | Lindsay Vallis   | Canada               | Canadiens de Montréal    | Thunderbirds de Seattle (LHOu)       |
| 14   | Kevin Haller     | Canada               | Sabres de Buffalo        | Pats de Regina (LHOu)                |
| 15   | Jason Soules     | Canada               | Oilers d'Edmonton        | Thunder de Niagara Falls (LHO)       |
| 16   | Jamie Heward     | Canada               | Penguins de Pittsburgh   | Pats de Regina (LHOu)                |
| 17   | Shayne Stevenson | Canada               | Bruins de Boston         | Rangers de Kitchener (LHO)           |
| 18   | Jason Miller     | Canada               | Devils du New Jersey     | Tigers de Medicine Hat (LHOu)        |
| 19   | Olaf Kölzig      | Allemagne de l'Ouest | Capitals de Washington   | Americans de Tri-City (LHOu)         |
| 20   | Steven Rice      | Canada               | Rangers de New York      | Rangers de Kitchener (LHO)           |
| 21   | Steve Bancroft   | Canada               | Maple Leafs de Toronto   | Bulls de Belleville (LHO)            |

### 2etour
| Rang | Joueur            | Nationalité | Équipe LNH               | Repêché de                           |
| ---- | ----------------- | ----------- | ------------------------ | ------------------------------------ |
| 22   | Adam Foote        | Canada      | Nordiques de Québec      | Greyhounds de Sault Ste. Marie (OHL) |
| 23   | Travis Green      | Canada      | Islanders de New York    | Chiefs de Spokane (WHL)              |
| 24   | Kent Manderville  | Canada      | Flames de Calgary        | Notre Dame (SJHL)                    |
| 25   | Dan Ratushny      | Canada      | Jets de Winnipeg         | Big Red de Cornell (ECAC)            |
| 26   | Jarrod Skalde     | Canada      | Devils du New Jersey     | Generals d'Oshawa (OHL)              |
| 27   | Mike Speer        | Canada      | Blackhawks de Chicago    | Platers de Guelph (OHL)              |
| 28   | Mike Craig        | Canada      | North Stars du Minnesota | Generals d'Oshawa (OHL)              |
| 29   | Rob Woodward      | États-Unis  | Canucks de Vancouver     | Deerfield H.S. (Ill.)                |
| 30   | Patrice Brisebois | Canada      | Canadiens de Montréal    | Titan de Laval (LHJMQ)               |
| 31   | Rick Corriveau    | Canada      | Blues de Saint-Louis     | Knights de London (OHL)              |
| 32   | Bob Boughner      | Canada      | Red Wings de Détroit     | Greyhounds de Sault Ste. Marie (OHL) |
| 33   | Greg Johnson      | Canada      | Flyers de Philadelphie   | Flyers de Thunder Bay (USHL)         |
| 34   | Patrik Juhlin     | Suède       | Flyers de Philadelphie   | VIK Västerås HK (Elitserien)         |
| 35   | Byron Dafoe       | Royaume-Uni | Capitals de Washington   | Winter Hawks de Portland (WHL)       |
| 36   | Richard Borgo     | Canada      | Oilers d'Edmonton        | Rangers de Kitchener (OHL)           |
| 37   | Paul Laus         | Canada      | Penguins de Pittsburgh   | Thunder de Niagara Falls (OHL)       |
| 38   | Mike Parson       | Canada      | Bruins de Boston         | Platers de Guelph (OHL)              |
| 39   | Brent Thompson    | Canada      | Kings de Los Angeles     | Tigers de Medicine Hat (WHL)         |
| 40   | Jason Prosofsky   | Canada      | Rangers de New York      | Tigers de Medicine Hat (WHL)         |
| 41   | Steve Larouche    | Canada      | Canadiens de Montréal    | Draveurs de Trois-Rivières (LHJMQ)   |
| 42   | Ted Drury         | États-Unis  | Flames de Calgary        | Fairfield Prep (Conn.)               |

### 3etour
| Rang | Joueur              | Nationalité | Équipe LNH               | Repêché de                         |
| ---- | ------------------- | ----------- | ------------------------ | ---------------------------------- |
| 43   | Stéphane Morin      | Canada      | Nordiques de Québec      | Saguenéens de Chicoutimi (LHJMQ)   |
| 44   | Jason Zent          | États-Unis  | Islanders de New York    | Nichols H.S. (N.Y.)                |
| 45   | Rob Zamuner         | Canada      | Rangers de New York      | Storm de Guelph (OHL)              |
| 46   | Jason Cirone        | Canada      | Jets de Winnipeg         | Royals de Cornwall (OHL)           |
| 47   | Scott Pellerin      | Canada      | Devils du New Jersey     | Black Bears du Maine (HE)          |
| 48   | Bob Kellogg         | États-Unis  | Blackhawks de Chicago    | Olympiques de Springfield (NEJHL)  |
| 49   | Louie DeBrusk       | Canada      | Rangers de New York      | Knights de London (OHL)            |
| 50   | Veli-Pekka Kautonen | Finlande    | Flames de Calgary        | HIFK (SM-Liiga)                    |
| 51   | Pierre Sévigny      | Canada      | Canadiens de Montréal    | Canadiens junior de Verdun (LHJMQ) |
| 52   | Blair Atcheynum     | Canada      | Whalers de Hartford      | Warriors de Moose Jaw (WHL)        |
| 53   | Nicklas Lidström    | Suède       | Red Wings de Détroit     | VIK Västerås HK (Elitserien)       |
| 54   | John Tanner         | Canada      | Nordiques de Québec      | Petes de Peterborough (OHL)        |
| 55   | Denny Felsner       | États-Unis  | Blues de Saint-Louis     | Wolverines du Michigan (CCHA)      |
| 56   | Scott Thomas        | États-Unis  | Sabres de Buffalo        | Nichols H.S. (N.Y.)                |
| 57   | Wes Walz            | Canada      | Bruins de Boston         | Hurricanes de Lethbridge (WHL)     |
| 58   | John Brill          | États-Unis  | Penguins de Pittsburgh   | Grand Rapids H.S. (Minn.)          |
| 59   | Jim Mathieson       | Canada      | Capitals de Washington   | Pats de Regina (WHL)               |
| 60   | Murray Garbutt      | Canada      | North Stars du Minnesota | Tigers de Medicine Hat (WHL)       |
| 61   | Jason Woolley       | Canada      | Capitals de Washington   | Spartans de Michigan State (CCHA)  |
| 62   | Kris Draper         | Canada      | Jets de Winnipeg         | Équipe nationale du Canada (Intl)  |
| 63   | Corey Lyons         | Canada      | Flames de Calgary        | Hurricanes de Lethbridge (WHL)     |

### 4etour
| Rang | Joueur                | Nationalité      | Équipe LNH               | Repêché de                            |
| ---- | --------------------- | ---------------- | ------------------------ | ------------------------------------- |
| 64   | Mark Brownschidle     | États-Unis       | Jets de Winnipeg         | Terriers de Boston (HE)               |
| 65   | Brent Grieve          | Canada           | Islanders de New York    | Generals d'Oshawa (OHL)               |
| 66   | Matt Martin           | États-Unis       | Maple Leafs de Toronto   | Avon Old Farms H.S. (Conn.)           |
| 67   | Jim Cummins           | États-Unis       | Rangers de New York      | Spartans de Michigan State (CCHA)     |
| 68   | Niklas Anderssön      | Suède            | Nordiques de Québec      | Vastra Frölunda (Elitserien)          |
| 69   | Allain Roy            | Canada           | Jets de Winnipeg         | Crimson d'Harvard (ECAC)              |
| 70   | Robert Reichel        | Tchécoslovaquie  | Flames de Calgary        | HC Chemopetrol Litvínov (Extraliga)   |
| 71   | Brett Hauer           | États-Unis       | Canucks de Vancouver     | Richfield H.S. (Minn.)                |
| 72   | Reid Simpson          | États-Unis       | Flyers de Philadelphie   | Raiders de Prince Albert (WHL)        |
| 73   | Jim McKenzie          | Canada           | Whalers de Hartford      | Cougars de Victoria (WHL)             |
| 74   | Sergueï Fiodorov      | Union soviétique | Red Wings de Détroit     | CSKA Moscou (Superliga)               |
| 75   | Jean-François Quintin | Canada           | North Stars du Minnesota | Cataractes de Shawinigan (LHJMQ)      |
| 76   | Eric Dubois           | Canada           | Nordiques de Québec      | Titan de Laval (LHJMQ)                |
| 77   | Doug MacDonald        | Canada           | Sabres de Buffalo        | Badgers du Wisconsin (WCHA)           |
| 78   | Josef Beránek         | Tchécoslovaquie  | Oilers d'Edmonton        | HC Chemopetrol Litvínov (Extraliga)   |
| 79   | Todd Nelson           | Canada           | Penguins de Pittsburgh   | Raiders de Prince Albert (WHL)        |
| 80   | Jackson Penney        | Canada           | Bruins de Boston         | Cougars de Victoria (WHL)             |
| 81   | Jim Maher             | États-Unis       | Kings de Los Angeles     | Université de Illinois-Chicago (NCAA) |
| 82   | Trent Klatt           | États-Unis       | Capitals de Washington   | Osseo H.S. (Minn.)                    |
| 83   | André Racicot         | Canada           | Canadiens de Montréal    | Bisons de Granby (LHJMQ)              |
| 84   | Ryan O'Leary          | États-Unis       | Flames de Calgary        | Hermantown H.S. (Minn.)               |

### 5etour
| Rang | Joueur            | Nationalité | Équipe LNH               | Repêché de                          |
| ---- | ----------------- | ----------- | ------------------------ | ----------------------------------- |
| 85   | Kevin Kaiser      | Canada      | Nordiques de Québec      | Bulldogs de Minnesota-Duluth (WCHA) |
| 86   | Jace Reed         | États-Unis  | Islanders de New York    | Grand Rapids H.S. (Minn.)           |
| 87   | Pat MacLeod       | Canada      | North Stars du Minnesota | Blazers de Kamloops (WHL)           |
| 88   | Aaron Miller      | États-Unis  | Rangers de New York      | Niagara (NAJHL)                     |
| 89   | Mike Heinke       | États-Unis  | Devils du New Jersey     | Avon Old Farms H.S. (Conn.)         |
| 90   | Steve Young       | Canada      | Islanders de New York    | Warriors de Moose Jaw (WHL)         |
| 91   | Bryan Schoen      | États-Unis  | North Stars du Minnesota | Minnetonka H.S. (Minn.)             |
| 92   | Peter White       | Canada      | Oilers d'Edmonton        | Wolverines du Michigan (CCHA)       |
| 93   | Daniel Laperrière | Canada      | Blues de Saint-Louis     | Saints de St. Lawrence (ECAC)       |
| 94   | James Black       | Canada      | Whalers de Hartford      | Winter Hawks de Portland (WHL)      |
| 95   | Shawn McCosh      | Canada      | Red Wings de Détroit     | Otters d'Érié (OHL)                 |
| 96   | Keith Carney      | États-Unis  | Maple Leafs de Toronto   | Mount St. Charles H.S. (R.I.)       |
| 97   | Rhys Hollyman     | Canada      | North Stars du Minnesota | Redhawks de Miami (CCHA)            |
| 98   | Ken Sutton        | Canada      | Sabres de Buffalo        | Blades de Saskatoon (WHL)           |
| 99   | Kevin O'Sullivan  | États-Unis  | Islanders de New York    | Catholic Memorial H.S. (Mass.)      |
| 100  | Tom Nevers        | États-Unis  | Penguins de Pittsburgh   | Edina H.S. (Minn.)                  |
| 101  | Mark Montanari    | Canada      | Bruins de Boston         | Rangers de Kitchener (OHL)          |
| 102  | Eric Ricard       | Canada      | Kings de Los Angeles     | Bisons de Granby (LHJMQ)            |
| 103  | Tom Newman        | États-Unis  | Kings de Los Angeles     | Académie Blaine (Minn.)             |
| 104  | Marc Deschamps    | Canada      | Canadiens de Montréal    | Big Red de Cornell (ECAC)           |
| 105  | Toby Kearney      | États-Unis  | Flames de Calgary        | Belmont Hill H.S. (Mass.)           |

### 6etour
| Rang | Joueur           | Nationalité      | Équipe LNH               | Repêché de                           |
| ---- | ---------------- | ---------------- | ------------------------ | ------------------------------------ |
| 106  | Dan Lambert      | Canada           | Nordiques de Québec      | Broncos de Swift Current (WHL)       |
| 107  | Bill Pye         | États-Unis       | Sabres de Buffalo        | Wildcats de Northern Michigan (CCHA) |
| 108  | Dave Burke       | États-Unis       | Maple Leafs de Toronto   | Big Red de Cornell (ECAC)            |
| 109  | Dan Bylsma       | États-Unis       | Jets de Winnipeg         | Falcons de Bowling Green (CCHA)      |
| 110  | David Emma       | États-Unis       | Devils du New Jersey     | Eagles de Boston College (HE)        |
| 111  | Tommi Pullola    | Finlande         | Blackhawks de Chicago    | Sport Vaasa (SM-liiga)               |
| 112  | Scott Cashman    | Canada           | North Stars du Minnesota | Kanata (COJHL)                       |
| 113  | Pavel Boure      | Union soviétique | Canucks de Vancouver     | CSKA Moscou (Superliga)              |
| 114  | David Roberts    | États-Unis       | Blues de Saint-Louis     | Avon Old Farms H.S. (Conn.)          |
| 115  | Jerome Bechard   | Canada           | Whalers de Hartford      | Warriors de Moose Jaw (WHL)          |
| 116  | Dallas Drake     | Canada           | Red Wings de Détroit     | Wildcats de Northern Michigan (CCHA) |
| 117  | Niklas Eriksson  | Suède            | Flyers de Philadelphie   | Leksands IF (Elitserien)             |
| 118  | Joby Messier     | Canada           | Rangers de New York      | Spartans de Michigan State (NCAA)    |
| 119  | Mike Barkley     | Canada           | Sabres de Buffalo        | Black Bears du Maine (HE)            |
| 120  | Anatoli Semionov | Union soviétique | Oilers d'Edmonton        | Dynamo Moscou (Superliga)            |
| 121  | Mike Markovich   | Canada           | Penguins de Pittsburgh   | Pioneers de Denver (WCHA)            |
| 122  | Steven Foster    | États-Unis       | Bruins de Boston         | Catholic Memorial H.S. (Mass.)       |
| 123  | Daniel Rydmark   | Suède            | Kings de Los Angeles     | Färjestads BK (Elitserien)           |
| 124  | Derek Frenette   | Canada           | Blues de Saint-Louis     | Bulldogs de Ferris State (CCHA)      |
| 125  | Mike Doers       | États-Unis       | Maple Leafs de Toronto   | Northwood Prep (N.Y.)                |
| 126  | Mike Needham     | Canada           | Penguins de Pittsburgh   | Blazers de Kamloops (WHL)            |

### 7etour
| Rang | Joueur           | Nationalité      | Équipe LNH             | Repêché de                          |
| ---- | ---------------- | ---------------- | ---------------------- | ----------------------------------- |
| 127  | Sergueï Mylnikov | Union soviétique | Nordiques de Québec    | Traktor Tcheliabinsk (Superliga)    |
| 128  | Jon Larson       | États-Unis       | Islanders de New York  | Roseau H.S. (Minn.)                 |
| 129  | Keith Merkler    | États-Unis       | Maple Leafs de Toronto | Portledge H.S. (N.Y.)               |
| 130  | Pekka Peltola    | Finlande         | Jets de Winnipeg       | HPK Hämeenlinna (SM-liiga)          |
| 131  | Doug Evans       | États-Unis       | Jets de Winnipeg       | Wolverines du Michigan (CCHA)       |
| 132  | Tracy Egeland    | Canada           | Blackhawks de Chicago  | Raiders de Prince Albert (WHL)      |
| 133  | Brett Harkins    | États-Unis       | Islanders de New York  | Compuware de Détroit (NAJHL)        |
| 134  | Jim Revenberg    | Canada           | Canucks de Vancouver   | Spitfires de Windsor (OHL)          |
| 135  | Jeff Batters     | Canada           | Blues de Saint-Louis   | Seawolves d'Alaska-Anchorage (NCAA) |
| 136  | Scott Daniels    | Canada           | Whalers de Hartford    | Pats de Regina (WHL)                |
| 137  | Scott Zygulski   | États-Unis       | Red Wings de Détroit   | Académie Militaire Culver (Ind.)    |
| 138  | Jack Callahan    | États-Unis       | Flyers de Philadelphie | Belmont Hill H.S. (Mass.)           |
| 139  | Greg Leahy       | États-Unis       | Rangers de New York    | Winter Hawks de Portland (WHL)      |
| 140  | Davis Payne      | Canada           | Oilers d'Edmonton      | Huskies de Michigan Tech (WCHA)     |
| 141  | Sergueï Iachine  | Union soviétique | Oilers d'Edmonton      | Dynamo Moscou (Russie)              |
| 142  | Pat Schafhauser  | États-Unis       | Penguins de Pittsburgh | Hill-Murray H.S. (Minn.)            |
| 143  | Oto Haščák       | Tchécoslovaquie  | Bruins de Boston       | Dukla Trenčín (Slovaquie)           |
| 144  | Ted Kramer       | États-Unis       | Kings de Los Angeles   | Wolverines du Michigan (CCHA)       |
| 145  | Dave Lorentz     | Canada           | Capitals de Washington | Petes de Peterborough (OHL)         |
| 146  | Craig Ferguson   | États-Unis       | Canadiens de Montréal  | Bulldogs de Yale (ECAC)             |
| 147  | Alex Nikolic     | Canada           | Flames de Calgary      | Big Red de Cornell (ECAC)           |

### 8etour
| Rang | Joueur           | Nationalité      | Équipe LNH               | Repêché de                          |
| ---- | ---------------- | ---------------- | ------------------------ | ----------------------------------- |
| 148  | Paul Krake       | Canada           | Nordiques de Québec      | Seawolves d'Alaska-Anchorage (NCAA) |
| 149  | Phil Huber       | Canada           | Islanders de New York    | Blazers de Kamloops (WHL)           |
| 150  | Derek Langille   | Canada           | Maple Leafs de Toronto   | Centennials de North Bay (OHL)      |
| 151  | Jim Solly        | Canada           | Jets de Winnipeg         | Falcons de Bowling Green (CCHA)     |
| 152  | Sergueï Starikov | Union soviétique | Devils du New Jersey     | CSKA Moscou (Superliga)             |
| 153  | Milan Tichý      | Tchécoslovaquie  | Blackhawks de Chicago    | Plzen (Extraliga)                   |
| 154  | Jon Pratt        | États-Unis       | North Stars du Minnesota | Pingree H.S. (Mass.)                |
| 155  | Rob Sangster     | Canada           | Canucks de Vancouver     | Rangers de Kitchener (OHL)          |
| 156  | Kevin Plager     | États-Unis       | Blues de Saint-Louis     | Parkway North H.S. (Mo.)            |
| 157  | Raymond Saumier  | Canada           | Whalers de Hartford      | Draveurs de Trois-Rivières (LHJMQ)  |
| 158  | Andy Suhy        | États-Unis       | Red Wings de Détroit     | Broncos de Western Michigan (CCHA)  |
| 159  | Sverre Sears     | États-Unis       | Flyers de Philadelphie   | Belmont Hill H.S. (Mass.)           |
| 160  | Greg Spenrath    | Canada           | Rangers de New York      | Americans de Tri-City (WHL)         |
| 161  | Derek Plante     | États-Unis       | Sabres de Buffalo        | Cloquet H.S. (Minn.)                |
| 162  | Darcy Martini    | Canada           | Oilers d'Edmonton        | Huskies de Michigan Tech (WCHA)     |
| 163  | David Shute      | États-Unis       | Penguins de Pittsburgh   | Cougars de Victoria (WHL)           |
| 164  | Rick Allain      | Canada           | Bruins de Boston         | Rangers de Kitchener (OHL)          |
| 165  | Sean Whyte       | Canada           | Kings de Los Angeles     | Platers de Guelph (OHL)             |
| 166  | Dean Holoein     | Canada           | Capitals de Washington   | Blades de Saskatoon (WHL)           |
| 167  | Patrick Lebeau   | Canada           | Canadiens de Montréal    | Castors de Saint-Jean (LHJMQ)       |
| 168  | Kevin Wortman    | États-Unis       | Flames de Calgary        | Yellow Jackets d'AIC (Atlantic)     |

### 9etour
| Rang | Joueur            | Nationalité      | Équipe LNH               | Repêché de                           |
| ---- | ----------------- | ---------------- | ------------------------ | ------------------------------------ |
| 169  | Viatcheslav Bykov | Union soviétique | Nordiques de Québec      | HK CSKA Moscou (Superliga)           |
| 170  | Matt Robbins      | États-Unis       | Islanders de New York    | New Hampton Prep (N.H.)              |
| 171  | Jeff St. Laurent  | États-Unis       | Maple Leafs de Toronto   | Berwick H.S. (Maine)                 |
| 172  | Stéphane Gauvin   | Canada           | Jets de Winnipeg         | Big Red de Cornell (ECAC)            |
| 173  | Andre Faust       | Canada           | Devils du New Jersey     | Tigers de Princeton (ECAC)           |
| 174  | Jason Greyerbiehl | Canada           | Blackhawks de Chicago    | Raiders de Colgate (ECAC)            |
| 175  | Ken Blum          | États-Unis       | North Stars du Minnesota | St. Joseph's Prep (N.J.)             |
| 176  | Sandy Moger       | Canada           | Canucks de Vancouver     | Lakers de Lake Superior State (CCHA) |
| 177  | John Roderick     | Canada           | Blues de Saint-Louis     | Cambridge Rindge & Latin (Mass.)     |
| 178  | Michel Picard     | Canada           | Whalers de Hartford      | Draveurs de Trois-Rivières (LHJMQ)   |
| 179  | Bob Jones         | Canada           | Red Wings de Détroit     | Greyhounds de Sault Ste. Marie (OHL) |
| 180  | Glen Wisser       | États-Unis       | Flyers de Philadelphie   | Équipe Jr. B de Philadelphie         |
| 181  | Mark Bavis        | États-Unis       | Rangers de New York      | Académie Cushing (Mass H.S.)         |
| 182  | Jim Giacin        | États-Unis       | Kings de Los Angeles     | Académie militaire Culver (Ind.)     |
| 183  | Donald Audette    | Canada           | Sabres de Buffalo        | Titan de Laval (LHJMQ)               |
| 184  | Andrew Wolf       | Canada           | Penguins de Pittsburgh   | Cougars de Victoria (WHL)            |
| 185  | James Lavish      | États-Unis       | Bruins de Boston         | Académie Deerfield (Mass H.S.)       |
| 186  | Martin Maskarinec | Tchécoslovaquie  | Kings de Los Angeles     | Sparta Prague (Extraliga)            |
| 187  | Victor Gervais    | Canada           | Capitals de Washington   | Thunderbirds de Seattle (WHL)        |
| 188  | Roy Mitchell      | Canada           | Canadiens de Montréal    | Winter Hawks de Portland (WHL)       |
| 189  | Sergueï Gomoliako | Union soviétique | Flames de Calgary        | Traktor Tcheliabinsk (URSS)          |

### 10etour
| Rang | Joueur            | Nationalité      | Équipe LNH               | Repêché de                                |
| ---- | ----------------- | ---------------- | ------------------------ | ----------------------------------------- |
| 190  | Andreï Khomoutov  | Union soviétique | Nordiques de Québec      | HK CSKA Moscou (Superliga)                |
| 191  | Vladimir Malakhov | Union soviétique | Islanders de New York    | HK CSKA Moscou (Superliga)                |
| 192  | Justin Tomberlin  | États-Unis       | Maple Leafs de Toronto   | Greenway (Minn H.S.)                      |
| 193  | Joe Larson        | États-Unis       | Jets de Winnipeg         | Minnetonka H.S. (Minn.)                   |
| 194  | Mark Astley       | Canada           | Sabres de Buffalo        | Lakers de Lake Superior State (CCHA)      |
| 195  | Matt Saunders     | Canada           | Blackhawks de Chicago    | Huskies de Northeastern (HE)              |
| 196  | Arturs Irbe       | Union soviétique | North Stars du Minnesota | Dynamo Riga (Lettonie)                    |
| 197  | Gus Morschauser   | Canada           | Canucks de Vancouver     | Rangers de Kitchener (OHL)                |
| 198  | John Valo         | États-Unis       | Blues de Saint-Louis     | Compuware de Détroit (NAJHL)              |
| 199  | Trevor Buchanan   | Canada           | Whalers de Hartford      | Blazers de Kamloops (WHL)                 |
| 200  | Greg Bignell      | Canada           | Red Wings de Détroit     | Bulls de Belleville (OHL)                 |
| 201  | Allen Kummu       | Canada           | Flyers de Philadelphie   | Humboldt (SJHL)                           |
| 202  | Roman Oksiouta    | Union soviétique | Rangers de New York      | Khimik Voskressensk (Superliga)           |
| 203  | John Nelson       | Canada           | Sabres de Buffalo        | Marlboros de Toronto (OHL)                |
| 204  | Rick Judson       | États-Unis       | Red Wings de Détroit     | Université de Illinois-Chicago (NCAA)     |
| 205  | Greg Hagen        | États-Unis       | Penguins de Pittsburgh   | Hill-Murray H.S. (Minn.)                  |
| 206  | Geoff Simpson     | Canada           | Bruins de Boston         | Bruins d'Estevan (BCJHL)                  |
| 207  | Jim Hiller        | Canada           | Kings de Los Angeles     | Melville (BCJHL)                          |
| 208  | Jiří Vykoukal     | Tchécoslovaquie  | Capitals de Washington   | HC Sparta Praha (Extraliga)               |
| 209  | Ed Henrich        | États-Unis       | Canadiens de Montréal    | Nichols (N.Y. H.S.)                       |
| 210  | Dan Sawyer        | États-Unis       | Flames de Calgary        | Équipe Jr. B des Rangers de Ramapo (N.J.) |

### 11etour
| Rang | Joueur                | Nationalité      | Équipe LNH               | Repêché de                            |
| ---- | --------------------- | ---------------- | ------------------------ | ------------------------------------- |
| 211  | Byron Witkowski       | Canada           | Nordiques de Québec      | Nipiwan (SJHL)                        |
| 212  | Kelly Ens             | Canada           | Islanders de New York    | Hurricanes de Lethbridge (WHL)        |
| 213  | Mike Jackson          | Canada           | Maple Leafs de Toronto   | Marlboros de Toronto (OHL)            |
| 214  | Brad Podiak           | États-Unis       | Jets de Winnipeg         | Wayzata H.S. (Minn.)                  |
| 215  | Jason Simon           | Canada           | Devils du New Jersey     | Spitfires de Windsor (OHL)            |
| 216  | Mike Kozak            | Canada           | Blackhawks de Chicago    | Golden Knights de Clarkson (ECAC)     |
| 217  | Tom Pederson          | États-Unis       | North Stars du Minnesota | Golden Gophers du Minnesota (WCHA)    |
| 218  | Hayden O'Rear         | États-Unis       | Canucks de Vancouver     | Lathrop H.S. (Alaska)                 |
| 219  | Brian Lukowski        | États-Unis       | Blues de Saint-Louis     | Niagara (NAJHL)                       |
| 220  | John Battice          | Canada           | Whalers de Hartford      | Knights de London (OHL)               |
| 221  | Vladimir Konstantinov | Union soviétique | Red Wings de Détroit     | HK CSKA Moscou (Superliga)            |
| 222  | Matt Brait            | États-Unis       | Flyers de Philadelphie   | St. Michael's H.S. (MTJHL)            |
| 223  | Steve Locke           | Canada           | Rangers de New York      | Otters d'Érié (OHL)                   |
| 224  | Todd Henderson        | Canada           | Sabres de Buffalo        | Flyers de Thunder Bay (USHL)          |
| 225  | Roman Bozek           | Tchécoslovaquie  | Oilers d'Edmonton        | HC České Budějovice (Extraliga)       |
| 226  | Scott Farrell         | Canada           | Penguins de Pittsburgh   | Chiefs de Spokane (WHL)               |
| 227  | David Franzosa        | États-Unis       | Bruins de Boston         | Eagles de Boston College (HE)         |
| 228  | Steve Jaques          | Canada           | Kings de Los Angeles     | Americans de Tri-City (WHL)           |
| 229  | Andreï Sidorov        | Union soviétique | Capitals de Washington   | Dynamo Kharkov (Russie)               |
| 230  | Justin Duberman       | États-Unis       | Canadiens de Montréal    | Fighting Sioux de North Dakota (WCHA) |
| 231  | Aleksandr Ioudine     | Union soviétique | Flames de Calgary        | HK Dinamo Moscou (Superliga)          |

### 12etour
| Rang | Joueur            | Nationalité      | Équipe LNH               | Repêché de                          |
| ---- | ----------------- | ---------------- | ------------------------ | ----------------------------------- |
| 232  | Noel Rahn         | États-Unis       | Nordiques de Québec      | Edina H.S. (Minn.)                  |
| 233  | Iain Fraser       | Canada           | Islanders de New York    | Generals d'Oshawa (OHL)             |
| 234  | Steve Chartrand   | Canada           | Maple Leafs de Toronto   | Voltigeurs de Drummondville (LHJMQ) |
| 235  | Ievgueni Davydov  | Union soviétique | Jets de Winnipeg         | HK CSKA Moscou (Superliga)          |
| 236  | Peter Larsson     | Suède            | Devils du New Jersey     | Södertälje SK (Elitserien)          |
| 237  | Mike Doneghey     | États-Unis       | Blackhawks de Chicago    | Catholic Memorial H.S. (Mass.)      |
| 238  | Helmuts Balderis  | Union soviétique | North Stars du Minnesota | Dynamo Riga (Latvia)                |
| 239  | Darcy Cahill      | Canada           | Canucks de Vancouver     | Royals de Cornwall (OHL)            |
| 240  | Sergueï Kharine   | Union soviétique | Jets de Winnipeg         | Krylia Sovetov (superliga)          |
| 241  | Peter Kasowski    | Canada           | Whalers de Hartford      | Broncos de Swift Current (WHL)      |
| 242  | Joe Frederick     | États-Unis       | Red Wings de Détroit     | Madison (USHL)                      |
| 243  | James Pollio      | États-Unis       | Flyers de Philadelphie   | Académie du Vermont (Vermont)       |
| 244  | Kenneth MacDermid | Canada           | Rangers de New York      | Olympiques de Hull (LHJMQ)          |
| 245  | Mike Bavis        | États-Unis       | Sabres de Buffalo        | Académie Cushing (Mass H.S.)        |
| 246  | Jason Glickman    | États-Unis       | Red Wings de Détroit     | Olympiques de Hull (LHJMQ)          |
| 247  | Jason Smart       | Canada           | Penguins de Pittsburgh   | Blades de Saskatoon (WHL)           |
| 248  | Jan Bergman       | Suède            | Canucks de Vancouver     | Södertälje SK (Elitserien)          |
| 249  | Kevin Sneddon     | Canada           | Kings de Los Angeles     | Crimson d'Harvard (ECAC)            |
| 250  | Ken House         | Canada           | Capitals de Washington   | Redhawks de Miami (CCHA)            |
| 251  | Steve Cadieux     | Canada           | Canadiens de Montréal    | Cataractes de Shawinigan (LHJMQ)    |
| 252  | Kenneth Kennholt  | Suède            | Flames de Calgary        | Djurgårdens IF (Elitserien)         |

## Repêchage supplémentaire
| Rang | Joueur          | Nationalité | Équipe LNH               | Repêché de                                   |
| ---- | --------------- | ----------- | ------------------------ | -------------------------------------------- |
| 1    | Dave DePinto    | États-Unis  | Nordiques de Québec      | Université de Illinois-Chicago (NCAA)        |
| 2    | Rob Vanderydt   | Canada      | Islanders de New York    | Redhawks de Miami (CCHA)                     |
| 3    | Dave Tomlinson  | Canada      | Maple Leafs de Toronto   | Terriers de Boston (HE)                      |
| 4    | Peter Hankinson | États-Unis  | Jets de Winnipeg         | Golden Gophers du Minnesota (WCHA)           |
| 5    | C.J. Young      | États-Unis  | Devils du New Jersey     | Crimson d'Harvard (ECAC)                     |
| 6    | Rick Berens     | États-Unis  | Nordiques de Québec      | Pioneers de Denver (WCHA)                    |
| 7    | Brad Mattson    | États-Unis  | Islanders de New York    | Université St. Mary's (Minnesota) (NCAA)     |
| 8    | Mike Moes       | Canada      | Maple Leafs de Toronto   | Wolverines du Michigan (CCHA)                |
| 9    | Jon Anderson    | États-Unis  | Jets de Winnipeg         | Golden Gophers du Minnesota (WCHA)           |
| 10   | Mark Romaine    | États-Unis  | Devils du New Jersey     | Friars de Providence (HE)                    |
| 11   | Alex Roberts    | États-Unis  | Blackhawks de Chicago    | Wolverines du Michigan (CCHA)                |
| 12   | Jamie Loewen    | Canada      | North Stars du Minnesota | Nanooks d'Alaska-Fairbanks (NCAA)            |
| 13   | Jeff Napierala  | États-Unis  | Canucks de Vancouver     | Lakers de Lake Superior State (CCHA)         |
| 14   | Rob Tustian     | États-Unis  | Blues de Saint-Louis     | Huskies de Michigan Tech (WCHA)              |
| 15   | Chris Tancill   | États-Unis  | Whalers de Hartford      | Badgers du Wisconsin (WCHA)                  |
| 16   | Brad Kreick     | Canada      | Red Wings de Détroit     | Bears de Brown (ECAC)                        |
| 17   | Jamie Baker     | Canada      | Flyers de Philadelphie   | Université de Windsor (CIAU)                 |
| 18   | Anthony Palumbo | Canada      | Rangers de New York      | Lakers de Lake Superior State (CCHA)         |
| 19   | Ian Boyce       | Canada      | Sabres de Buffalo        | Catamounts du Vermont (HE)                   |
| 20   | Dave Aiken      | États-Unis  | Oilers d'Edmonton        | Wildcats du New Hampshire (HE)               |
| 21   | John DePourcq   | Canada      | Penguins de Pittsburgh   | Bulldogs de Ferris State (CCHA)              |
| 22   | Jeff Schulman   | États-Unis  | Bruins de Boston         | Catamounts du Vermont (HE)                   |
| 23   | Carl Repp       | Canada      | Kings de Los Angeles     | Université de la Colombie-Britannique (CIAU) |
| 24   | Karl Clauss     | États-Unis  | Capitals de Washington   | Raiders de Colgate (ECAC)                    |
| 25   | Craig Charron   | États-Unis  | Canadiens de Montréal    | River Hawks d'UMass-Lowell (HE)              |
| 26   | Shawn Heaphy    | Canada      | Flames de Calgary        | Wolverines du Michigan (CCHA)                |